# Sveinn Arnason
Sveinn Arnason, död 1683, var en islänning som blev avrättad för trolldom. Han var den sista person som avrättades för häxeri på Island.
Mellan 1604 och 1720 förekom 120 häxprocesser på Island, med 22 avrättningar mellan 1625 och 1683, de flesta i Västfjordarna.
Sveinn Arnason åtalades för att ha förtrollat dekanus Sigurdur Jonssons hustru och orsakat hennes sjukdom. Han anklagades av Sigurdur Jonsson och ställdes inför rätta i en häxprocess som ägde rum i Nauteyri av åklagare Magnus Jonsson. Han dömdes som skyldig. Enligt obekräftade uppgifter var det tänkt att han skulle transporteras till Alltinget för avrättningen, men han brändes istället i skogen Arngerdareyrarskogur. 